# フォンターナ広場 イタリアの陰謀
『フォンターナ広場 イタリアの陰謀』（ふぉんたーなひろば いたりあのいんぼう、原題：Romanzo di una strage）は、2012年のイタリア・フランス合作映画。1969年に起こったフォンターナ広場爆破事件を題材とした社会派ドラマ映画である。
日本では2013年の「イタリア映画祭2013」で上映された後、同年12月に劇場公開された。

## キャスト
- ルイージ・カラブレージ（イタリア語版）警視：ヴァレリオ・マスタンドレア
- ジュゼッペ・ピネッリ（イタリア語版）：ピエルフランチェスコ・ファビーノ
- リチャ：ミケーラ・チェスコン
- ジェンマ：ラウラ・キアッティ
- アルド・モーロ外相：ファブリツィオ・ジフーニ
- ウーゴ・パオリッロ予審判事：ルイジ・ロ・カーショ
- ダマート（イタリア語版）副局長：ジョルジョ・コランジェリ
- ジュゼッペ・サラガト大統領：オメロ・アントヌッティ
- マルコ・ノッツァ（イタリア語版）記者：トマス・トラバッキ
- 局員“教授”：ジョルジョ・ティラバッシ
- グイード・ジャンネティーニ（イタリア語版）：ファウスト・ルッソ・アレジ
- ジョヴァンニ・ヴェントゥーラ（イタリア語版）：デニス・ファゾーロ
- フランコ・フレーダ（イタリア語版）：ジョルジョ・マルケージ
- ロレンツォン：アンドレアピエトロ・アンセルミ
- グイーダ（イタリア語版）本部長：セルジョ・ソッリ
- パネッサ刑事：アントニオ・ペナレッラ
- ヴァルプレーダ（イタリア語版）：ステファノ・スカンダレッティ
- カミラ・チェデルナ（イタリア語版）記者：ベネデッタ・ブチェラト
- アルフェラーノ大佐：ブルーノ・トリージ
- スティッツ予審判事：ディエゴ・リボン
- フェルトリネッリ（イタリア語版）：ファブリツィオ・パレンティ
- メルリーノ（イタリア語版）：エドアルド・ナトリ
- ソットサンティ（イタリア語版）：フランチェスコ・シャッカ
- デッレ・キアイエ（イタリア語版）：マルチェロ・プライエル
- 裁判所の医師：ルカ・ジンガレッティ

## スタッフ
- 監督：マルコ・トゥリオ・ジョルダーナ
- 製作：マルコ・キメンツ、ジョバンニ・スタビリーニ、リカルド・トッツィ
- 原作：パオロ・クッキアレッリ
- 脚本：マルコ・トゥリオ・ジョルダーナ、サンドロ・ペトラリア、ステファノ・ルッリ
- 撮影：ロベルト・フォルツァ
- 美術：ジャンカルロ・バージリ
- 衣装：フランチェスカ・サルトーリ
- 編集：フランチェスカ・カルヴェリ